# 1831 en Lorraine
Chronologie de la Lorraine
- 1827
- 1828
- 1829
- 1830
- 1831
- 1832
- 1833
- 1834
- 1835

Cette page est une liste d'événements qui se sont produits durant l'année 1831 en Lorraine.

## Événements

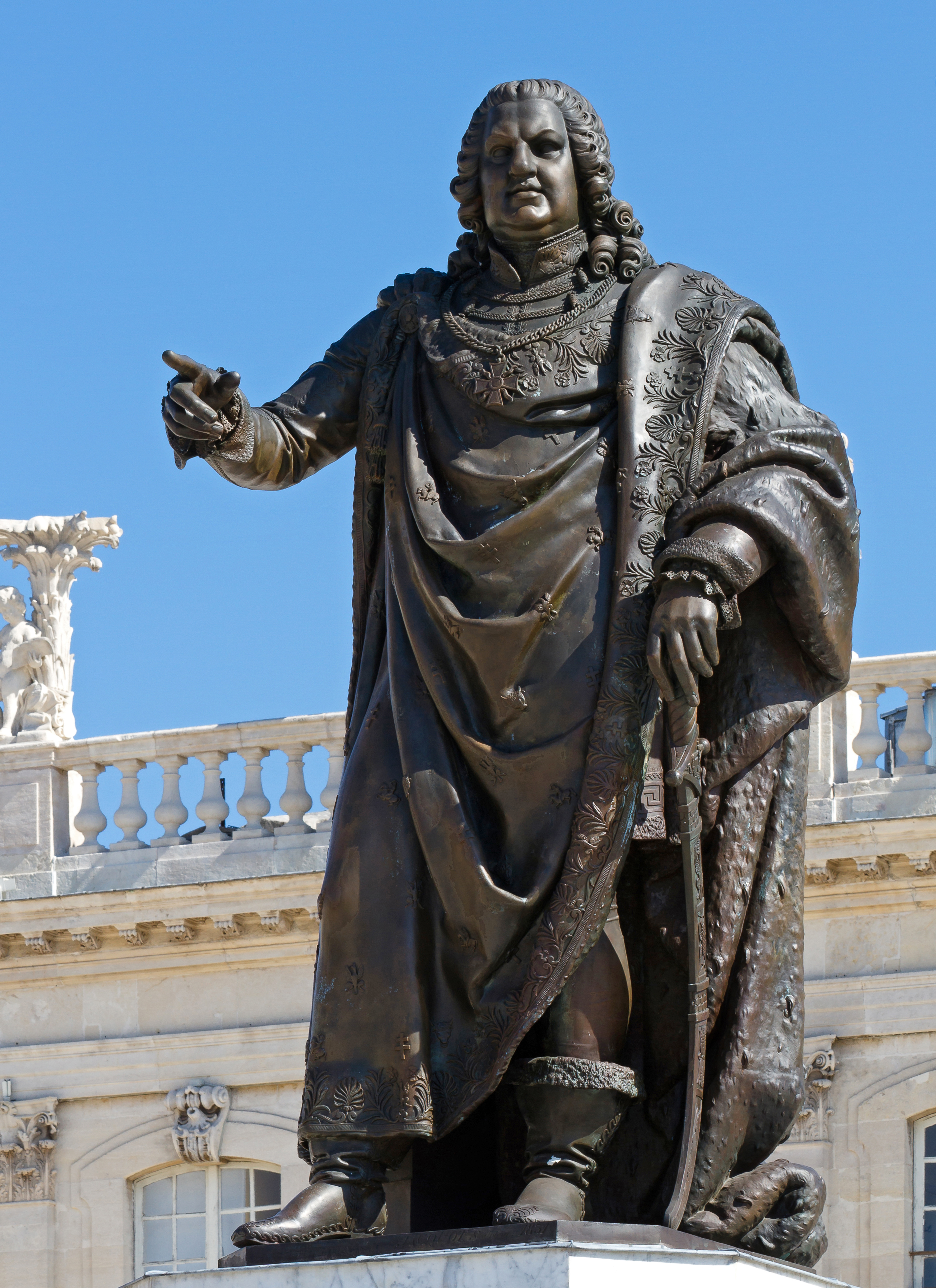
Détail du Monument à Stanislas Leszczynski (1831) par Georges Jacquot.

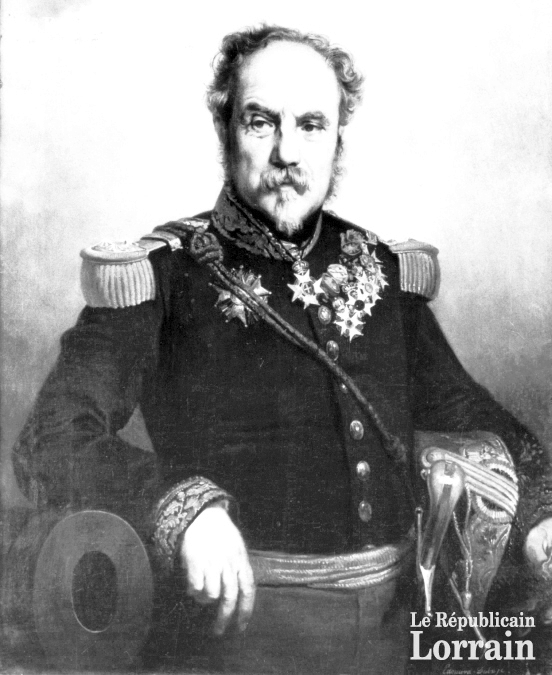
Henri Joseph Paixhans.

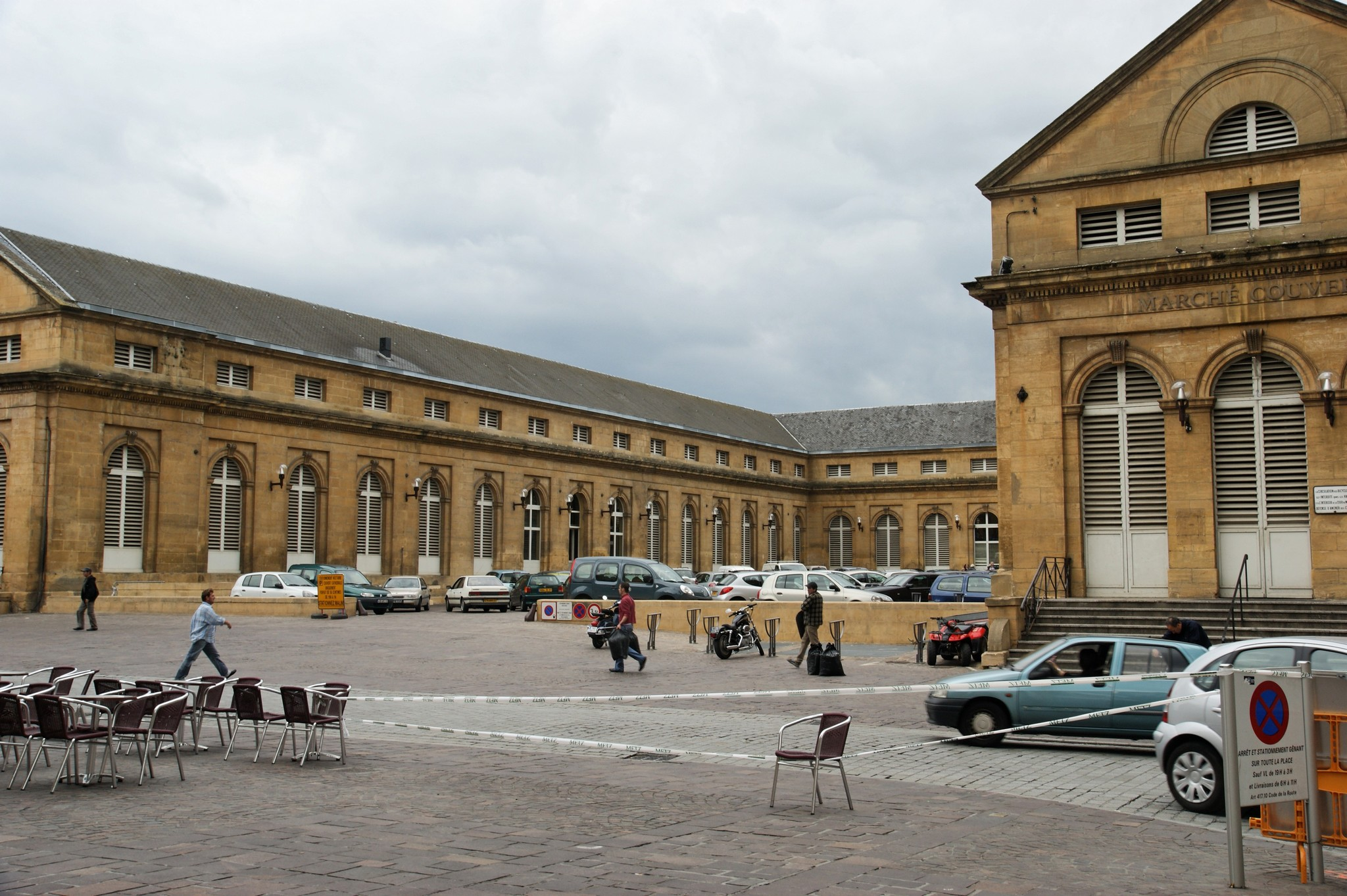
Le marché couvert de Metz vu de la place Jean-Paul-II

- Ouverture au public du marché couvert de Metz[1], halle marchande, située aux abords directs de la cathédrale à Metz. Il devait être à l'origine un palais épiscopal.
- La place royale de Nancy prend le nom de Place Stanislas[2] avec la mise en place d'une nouvelle statue de l'ancien roi de Pologne.
- Création de La Sentinelle des Vosges, journal politique, littéraire, d'agriculture, d'industrie et d'annonces[3].

- 1er février : Lucien Arnault est nommé préfet de la Meurthe et le reste jusqu'à la Révolution de 1848.
- Sont élus députés de la Meurthe : Jean Auguste Chevandier de Valdrome : député de 1831 à 1837, siégeant dans la majorité soutenant la Monarchie de Juillet; Nicolas André Tardieu, siégeant dans l'opposition modérée jusque 1834; Charles de Ludre; Georges Mouton démissionne en 1833, remplacé par Joseph François de L'Espée; Pierre Sébastien Thouvenel démissionne en 1833, remplacé par Maurice de Lacoste du Vivier et Pierre François Marchal
- Sont élus députés de la Meuse : Charles Antoine Génin, réélu le 5 juillet par le 4e collège de la Meuse[4]; Jean Landry Gillon; Charles-Guillaume Étienne et Jean Lallemand (homme politique) démissionne en 1833, remplacé par Jean-Baptiste Janin
- Sont élus députés de la Moselle : Nicolas Charpentier[5], avocat à Metz en 1811, il est procureur général en 1830, puis premier président de la cour d'appel de Metz. Il est député de la Moselle jusqu'en 1834; Pierre Joseph Chédeaux entre à l'assemblée nationale, pour rejoindre la majorité conservatrice, conservant son mandat jusqu'à son décès en 1832, remplacé alors par Henri-Joseph Paixhans; Narcisse Parant est élu député du 2e collège de la Moselle (Metz) (216 voix sur 306 votants et 342 inscrits contre 86 au colonel Bouchotte); Jean-François Génot qui fait partie de la majorité ministérielle, pour un premier mandat d'octobre 1831 à mai 1834, et pour un second de juin 1834 à octobre 1837 et Jean Poulmaire.
- Sont élus députés des Vosges : Hector Bresson; Charles Gauguier; Jean-François Jacqueminot; Nicolas Gouvernel et Charles Ferdinand Vaulot.
- Juin : Louis-Philippe Ier visite Épinal, Metz et Nancy. L'enthousiasme n'est pas de mise : il est chahuté, à Metz, par la garde nationale qui aurait préféré une république après la révolution de 1830[6]. À Nancy[7], il vient s'agenouiller devant la Vierge de Notre-Dame de Bonsecours. Ses deux fils l'accompagnent[8].
- 6 novembre : inauguration de la statue de Stanislas qui remplace celle de Louis XV détruite en 1792, par Nancy et la Lorraine. Les départements lorrains ont refusé de participer à la souscription[6].

## Naissances

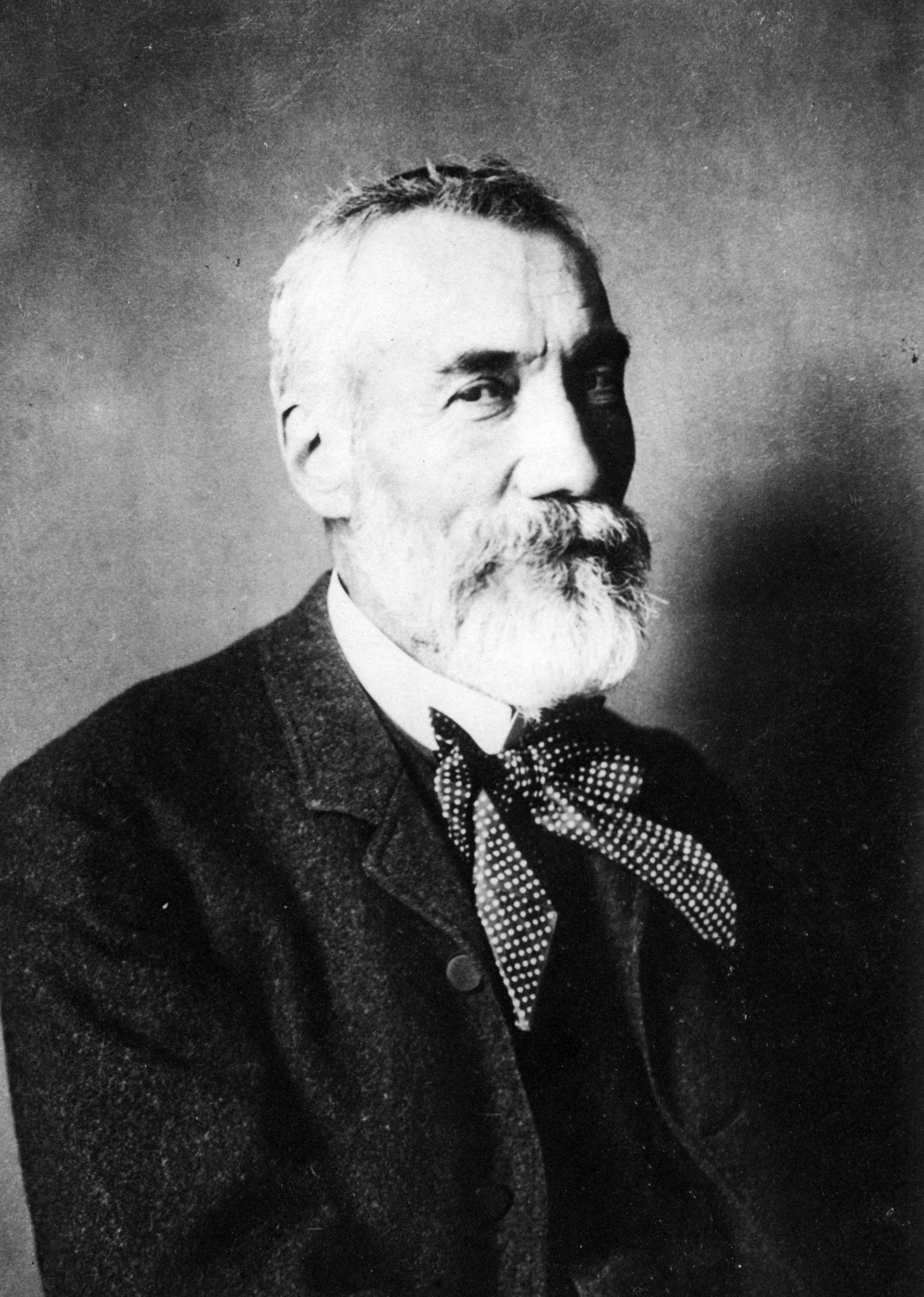
Lorédan Larchey

- 26 janvier à Metz : Lorédan Larchey, bibliothécaire, conservateur et lexicographe français.
- 31 janvier à Metz : Alfred Terquem, mort à Lille le 16 juillet 1887, ancien élève de l’École normale supérieure (1849)[9], professeur de physique à la Faculté des sciences de Lille, professeur de physique générale à l’Institut industriel du Nord (École centrale de Lille) et correspondant de l’Académie des sciences.
- 5 février à Metz : Charles Germain, juriste français. Il fut député protestataire au Reichstag de 1874 à 1890.
- 27 février à Metz : Paulin Didion, auteur et imprimeur français, actif en Lorraine entre 1861 et 1879.
- 6 mars à Ancerville (Meuse) : Nicolas Paquet, armateur français, mort le 12 novembre 1909 à Marseille. Il a créé la Compagnie de navigation Paquet (CNP), devenue Croisières Paquet, vendue ensuite à la Compagnie maritime des chargeurs réunis.
- 6 avril à Bar-le-Duc (Meuse) : Edmond Develle, homme politique français décédé le 20 décembre 1909 à Paris
- 4 juin à Marville (Meuse) : Gustave d'Egremont, homme politique français décédé le 23 janvier 1895 à Montmédy (Meuse).
- 30 août à Remiremont : Louis Parisot, homme politique français, décédé le 2 février 1915 au Thillot (Vosges).
- 10 septembre à Fresnois-la-Montagne : Delphine-Éléonore Fix[10], morte en couches le 11 juin 1864 à Paris 8e[11],  actrice française.
- 21 septembre à Saint-Dié-des-Vosges : Louis Gabriel Prosper Demontzey, ingénieur français des Eaux et Forêts, mort à Aix-en-Provence le 21 février 1898. L’un des principaux ingénieurs ayant expérimenté et mis en œuvre les techniques de reboisement en montagne et de la lutte contre l'érosion des torrents, il a développé le service de la Restauration des terrains en montagne au sein de l'administration des Eaux et Forêts et est responsable du reboisement massif des Alpes du Sud. L'extinction du torrent du Labouret, l'affaiblissement du Riou-Bourdoux en Ubaye sont ses principales réalisations.
- 12 octobre à Nantillois (Meuse) : Ernest Boulanger, homme politique français décédé le 19 octobre 1907 à Paris. Il est notamment sénateur, et ministre des colonies.
- 3 novembre à Hommarting : Charles Germain (1831-1909), juriste français. Il fut député protestataire au Reichstag de 1874 à 1890.

## Décès
- 12 mars à Bar-le-Duc (Meuse) : Hyacinthe Boucher de Morlaincourt, né le 12 mars 1756 à Bar-le-Duc (Meuse), militaire français de la Révolution et de l’Empire.
- 1er avril à Metz : Louis François Mennessier, homme politique français né le 17 mai 1765 à Metz (Moselle).
- 10 octobre à Étain : François Marchand-Collin est un homme politique français né le 27 juillet 1772 à Étain (Meuse).
- 14 novembre à Verdun : François-Joseph de Villeneuve-Esclapon, prélat français, évêque de Verdun de 1826 à 1831.